# Топільське
Топі́льське — село в  Рожнятівській селищній громаді Калуського району Івано-Франківської області.

## Географічні дані
Топільське — дуже гарне і мальовниче село. Якщо вийти на Тополецьку гору, то можна побачити гарні краєвиди села, це одне із сіл, у якому збереглися нормальні дороги.
Знаходиться за 6 км від районного центру і належить до Рожнятівської селищної ради.
Назва села походить від слова «тополя» (дерево) або від слова «топитися» (при переправі в повноводній річці Лімниця).

## Історія
Перша письмова згадка про село припадає на 1394 рік.[джерело?]
У давнину в селі був монастир. В XV столітті належав він Івану Довгому-Можновичу Сваричевському, що одержав дві грамоти в 1418 році.
У податковому реєстрі 1515 року в селі документується 2 лани (близько 50 га) оброблюваної землі.
У Жидачеві 27 грудня 1518 року Федір Ольгердович посвідчує, що Топільське і Чорний ліс на Лімниці належать до Сваричева.
У 1648 році повсталі селяни спалили поміщицький двір у Топільську, взяли штурмом замок у Перегінську.
У 1786 р. в селі було 24 хати і 136 мешканців.
У 1854 році Топільське належить до Калуського повіту Стрийського округу, Самбірського окружного суду.
У 1866 році в селі була тимчасова школа.
У 1880 році село належало до Калуського повіту, в селі були філіяльна церква парафії у Лдзянах, 81 будинок і 388 мешканців (353  греко-католики, 12 римо-католиків, 23 юдеї; всі — українці).
У «Шематизмі» за 1908 рік читаємо: «Дочірня церква Непорочного Зачаття Пресвятої Діви Богородиці (1861 p.). У селі також є 5 капличок. Число душ — 566. Пошта в Петранці».
У 1910 році в селі була однокласна школа.
У 1921 році проживало 502 особи; в 1935 році — 537 українців, 13 поляків, 6 євреїв. Божу службу в церкві правив парох зі Лдзяного.
У 1939 році в селі проживало 590 осіб (555 українців-грекокатоликів, 20 українців-римокатоликів, 10 поляків і 5 євреїв).
Жителі села разом іншими українцями виборювали волю і клали життя та здоров'я за десятиліття повстанських боїв і підпільної боротьби.

## Населення

### Мова
Розподіл населення за рідною мовою за даними перепису 2001 року:
| Мова       | Кількість | Відсоток |
| ---------- | --------- | -------- |
| українська | 527       | 100%     |

## Визначні особистості
Загинули:
- Володимир Лівий — референт Служби Безпеки Карпатського крайового проводу ОУН.[9][10]
- Долинський Ярослав Матвійович «Козак» — районний провідник Служби Безпеки.

Народилися:
- Бойчук Дмитро Васильович («Дикий») (1993—2023) — молодший сержант 47ОМБр [11][12][13].
- Діма Варварук — український блогер.

## Сучасність
Зараз у селі проживає 512 осіб і нараховується 147 господарств. Працює школа І ступеня (директор школи — Кривошапка Леся Михалівна), ФАП (завідувач — Стефанів Люба Дмитрівна), є клуб, також у селі є музей у Ганчука Дмитра.
Церква греко-католицька Непорочного Зачаття, дерев'яна. Службу править отець Андрій Яремчук.
В селі працює приватне підприємство «Кузня» і три торговельні заклади.